# Columba albinucha
Columba albinucha là một loài chim trong họ Columbidae.